# Saint Johnsville
Saint Johnsville, formalment Town of Saint Johnsville, és un town (vila) al comtat de Montgomery a l'Estat de Nova York. Segons el cens del 2000 tenia 1.685 habitants.

## Demografia
Segons el cens del 2000, Saint Johnsville tenia 1.685 habitants, 693 habitatges, i 410 famílies. La densitat de població era de 756,5 habitants per km².
Dels 693 habitatges en un 24,8% hi vivien nens de menys de 18 anys, en un 41,1% hi vivien parelles casades, en un 12,8% dones solteres, i en un 40,8% no eren unitats familiars. En el 35,8% dels habitatges hi vivien persones soles el 20,5% de les quals corresponia a persones de 65 anys o més que vivien soles. El nombre mitjà de persones vivint en cada habitatge era de 2,26 i el nombre mitjà de persones que vivien en cada família era de 2,9.
Per edats la població es repartia de la següent manera: un 22,2% tenia menys de 18 anys, un 8,3% entre 18 i 24, un 23,2% entre 25 i 44, un 21,4% de 45 a 60 i un 24,9% 65 anys o més.
L'edat mediana era de 42 anys. Per cada 100 dones de 18 o més anys hi havia 83,1 homes.
La renda mediana per habitatge era de 28.043 $ i la renda mediana per família de 37.431 $. Els homes tenien una renda mediana de 28.523 $ mentre que les dones 21.115 $. La renda per capita de la població era de 14.467 $. Entorn de l'11,6% de les famílies i el 14,4% de la població estaven per davall del llindar de pobresa.

## Poblacions més properes
El següent diagrama mostra les poblacions més properes.